# ドーズ委員会
ドーズ委員会（ドーズいいんかい、英：Dawes Commission、初代議長ヘンリー・L・ドーズにちなんで命名）は、1893年3月3日に、アメリカ内務省BIA（インディアン管理局）歳出法案への付加条項によって権限を付与された委員会。
BIA（インディアン管理局）副局長だったケビン・ガバー（彼はポーニー族である）は2000年に、こういったインディアンの土地や主権を無効化する一連の合衆国施政について、「民族浄化である」と述べている。

## 概要

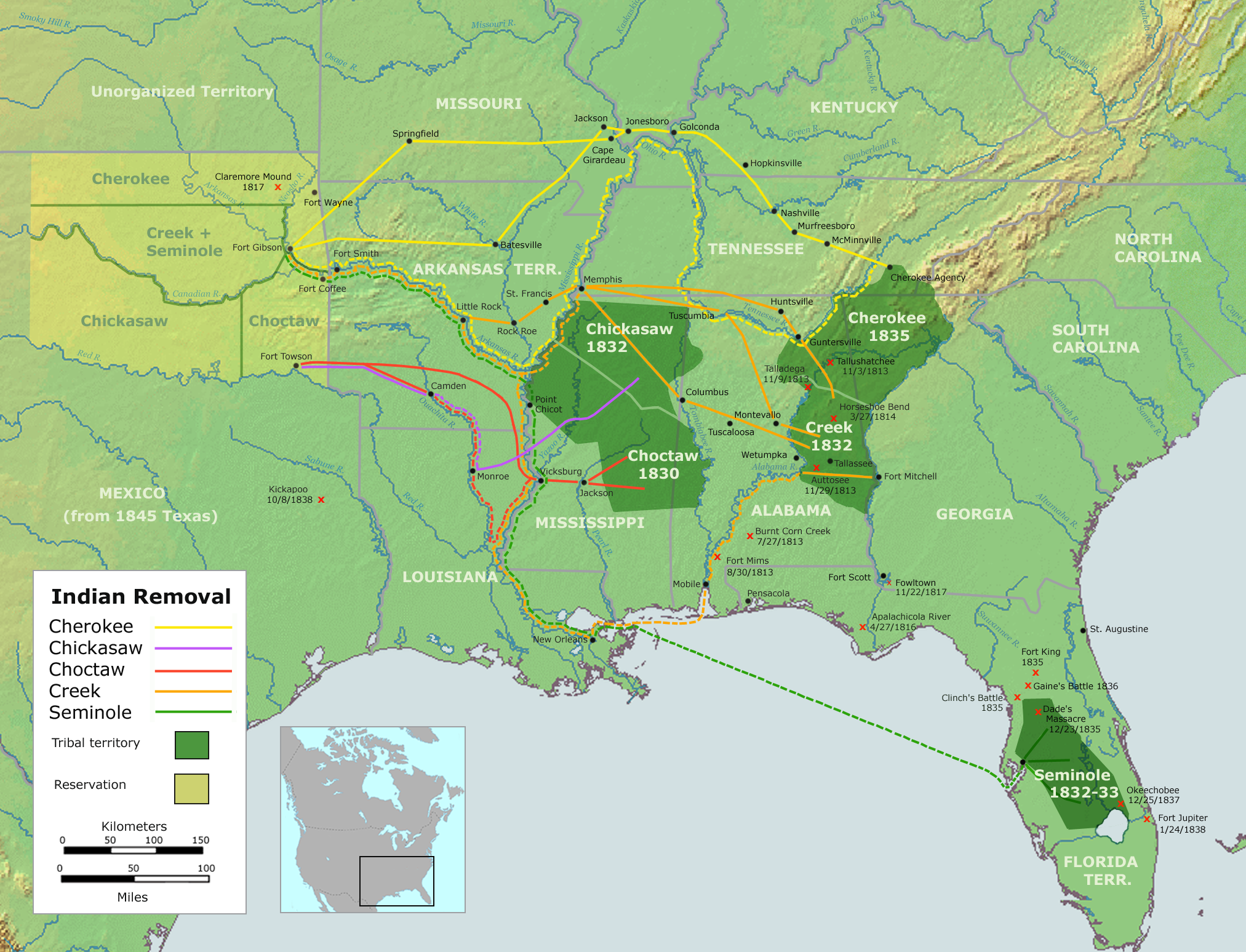
チェロキー族、チカソー族、チョクトー族、クリーク族、セミノール族の5部族の「涙の道」。陸軍によってオクラホマ州（当時はインディアン準州）まで大陸を強制徒歩横断させられ、数万人に上る途上死者を生んだ。

この委員会の目的は、アンドリュー・ジャクソン大統領の人種隔離政策である「インディアン強制移住法」の可決に伴い、インディアン準州（現オクラホマ州）へと強制移住させられた「文明化五部族」（チェロキー族、チカソー族、チョクトー族、クリーク族、セミノール族）に対し、連邦条約で保証されたインディアン部族の領土である「保留地」（Reservation）を解消するよう説得することであった。
1778年に始まる、インディアン部族とアメリカ入植政府の相互条約締結は、インディアン部族を主権国家と認め、その領土をアメリカ内務省と部族との信託保留（Reserve）することで部族の国土とするものだった。しかしその後の欧州からの際限のない入植者の波は大陸全土に及び、合衆国はこれらの条約を次々に破棄しては結び直し、彼らの保留地の保留を解消し、これを縮小していった。
インディアン部族の保留地は没収・縮小され続け、1871年には合衆国議会はついに「もはや合衆国はインディアン部族を独立国家と認めない、したがって今後は条約は結ばない」と、インディアン部族の同意を得ずに決議したのである。これに続いて1887年2月8日に採択された「ドーズ法」は、インディアン部族の国土（保留地）の保留（Reserve）をすべて解消し、インディアン部族員個人の不動産として細分するものだった。
しかし、オクラホマに強制移住されたのち、近代化に努め、憲法を発布し、国家体制を整えつつあった「文明化五部族」は、当然これに猛反発した。そもそもインディアン部族を白人の入植地から遠方の保留地に強制移住させ、その地で文明化のための社会体制を整えるよう「インディアン強制移住法」を制定して促したのはアンドリュー・ジャクソン大統領とアメリカ合衆国であり、「この方針に従わないインディアン部族は絶滅させる」としたのもアメリカ合衆国だったからである。

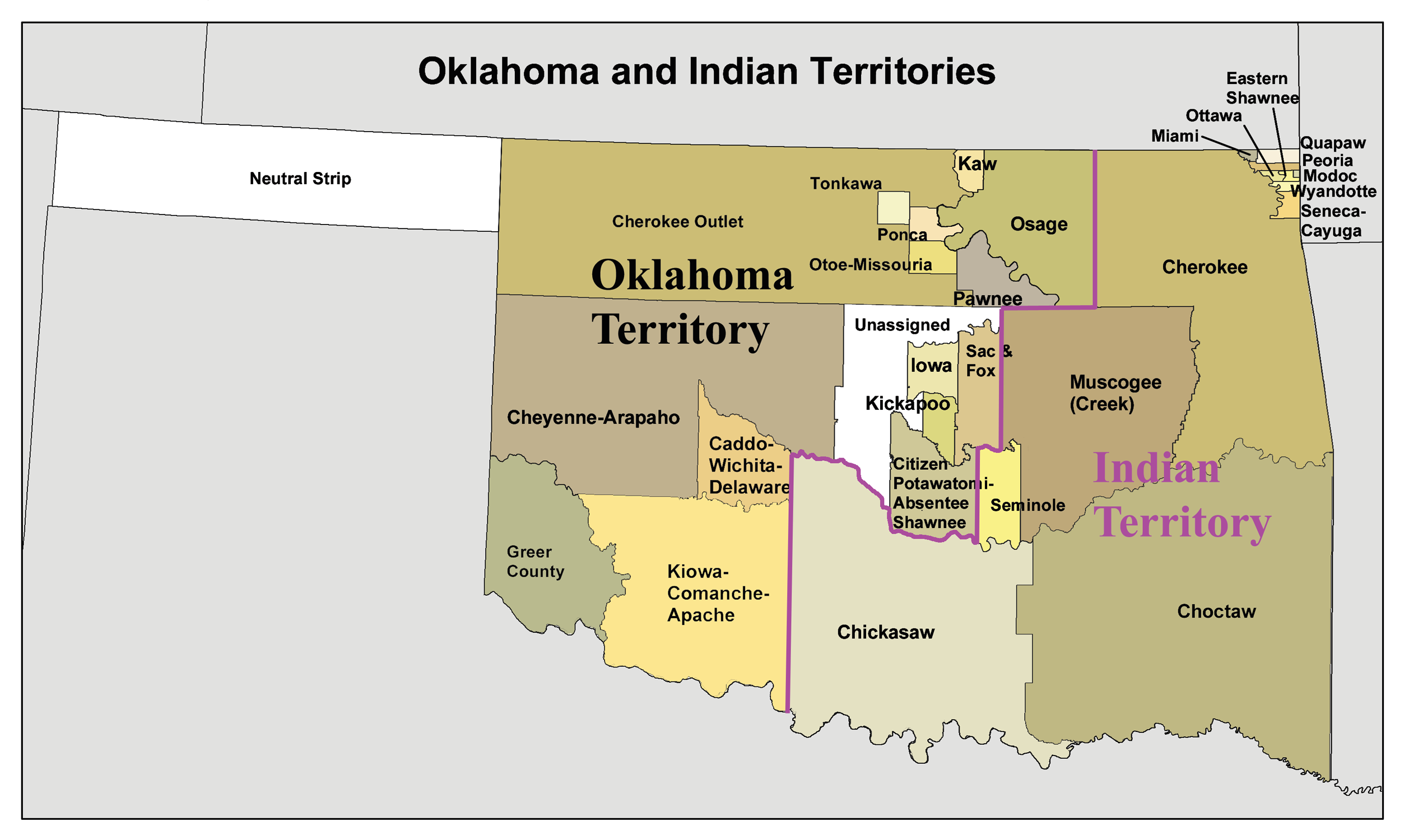
オクラホマに強制移住させられたインディアンたちの保留地区分（1890年代）。ドーズ法制定後は、彼らの土地は加速度的に略奪没収されていった。

この「文明化五部族」を説得させる上記の意図をもって、1893年11月、グロバー・クリーブランド大統領は、ヘンリー・L・ドーズを議長に、メリディス・H・キッドとアーチボルド・S・マッケノンを委員に指名した。
この不正な政策によって、インディアン諸部族はその部族の所有する領土を細分化されることとなった。この土地は個別の区画に分割され、各部族の個人に与えられた。自分がある部族の一員であることを証明するためには、「目録（the Rolls）」として知られる国家の登記簿に帰属を宣言する必要があったが、この登録リストには、ひとりにつき一部族での所属しか宣言できなかったのである。
多くのインディアンたちは、彼らの部族における所属が公式な制度に組み込まれることで、合衆国政府の迫害を招くのではないかと恐れて、この名簿に登録しなかった。
また、南北戦争で解放された黒人奴隷の扱いも、インディアンに大きく影響することとなった。人種差別を社会の根幹制度とする各州の州政府は、自由身分となった黒人の社会的隔離のために、「黒人の血が混じったものは黒人とみなす」として、血統証明に躍起になっていたからである。
しばしばインディアンは、他部族との婚姻によって複数部族に帰属するものは多かったが、保留地の中で生活する分には問題ではなかった。しかし、保留地を個人の土地に分配するとなると、白人が法的優位に立つアメリカ合衆国としては、この「血統」がにわかに重要課題となったのである。

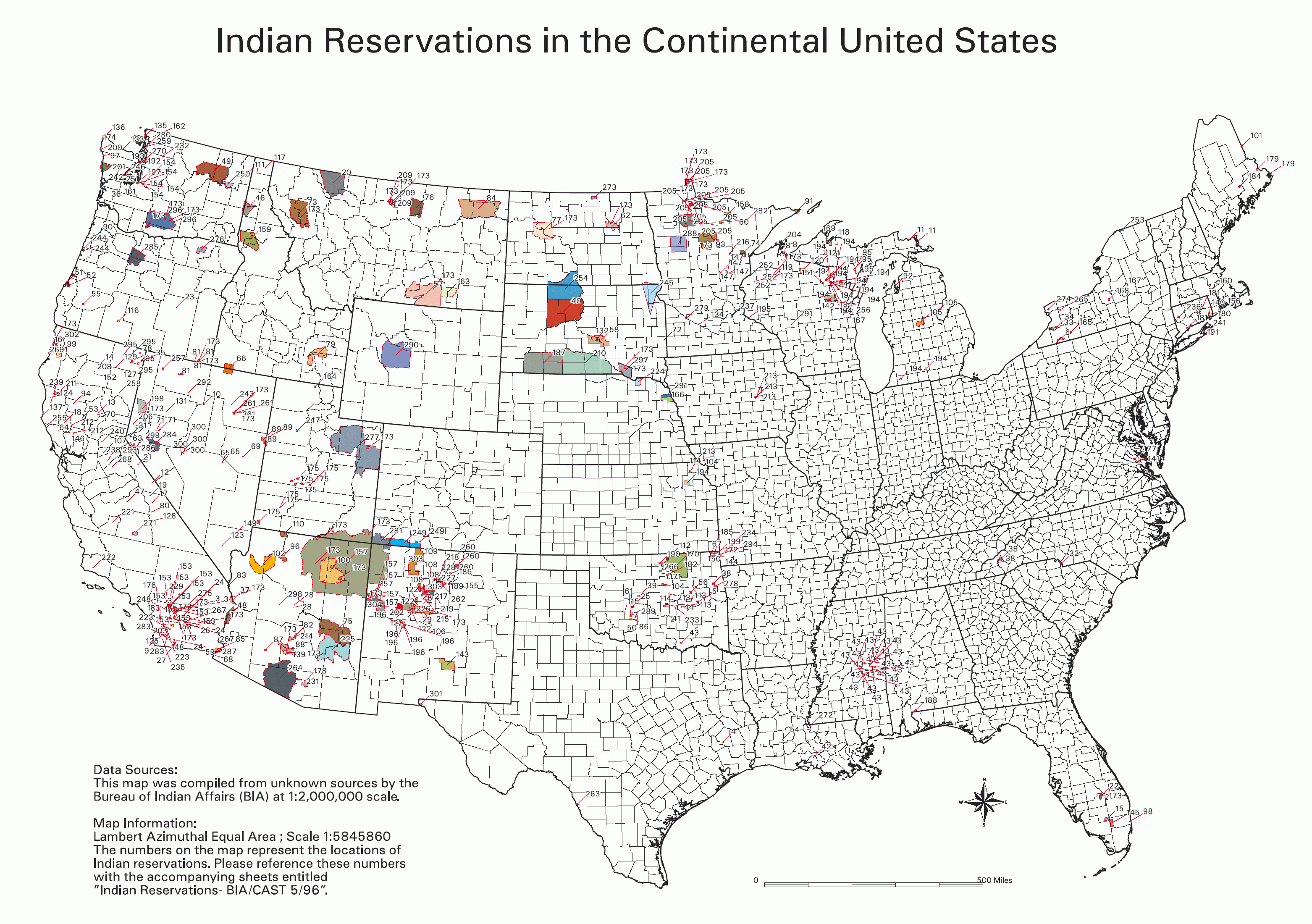
縮小されたオクラホマの保留地を含む、現在のアメリカ合衆国のインディアン保留地

こうしてインディアンにおいては、1/4チェロキー族、または1/4クリーク族とされる者がいたとすると、それらはどちらか一方の部族（例えば1/4チェロキー族）としてのみ登録を強制された。もう一方の部族員としての財産権は、合衆国政府の強制によって放棄させられることとなったのである。
五大部族のみならず、一般的にインディアン社会は「母系社会」であり、彼らはドーズ委員会が強制するような「血統」を、部族への帰属の唯一の基準とは考えなかった。最大の不合理は、インディアン部族と黒人奴隷との混血である、多くのブラック・インディアンに対する扱いである。かれらはこのドーズ委員会の進める登録制度から除外されたのである。
クリーク族国家内に存在する、多数のブラック・インディアンは、今なおクリーク部族民との認定を要求している。しかしクリーク・インディアンの部族国家は、ドーズ委員会の登録簿に記載された人物の子孫だけをその市民としている。
ドーズ委員会の結果として、オクラホマ州のインディアン諸部族は、その部族の領土のほとんどを喪失した。これは、白人石油業者たちが、タルサなどのインディアン保留地から採掘地を収奪し、または白人植民者が彼らの農場を広げるために大いに活用された。こういった部族の主権と領土権の再獲得は、1934年の「インディアン再編成法」の制定まで待たねばならなかった。